# Панамериканский чемпионат по дзюдо 2015
Панамериканский чемпионат по дзюдо 2015 года прошёл в городе Эдмонтон (Канада) 28 — 30 апреля.

## Медалисты

### Мужчины
| Категория    | Золото                     | Серебро                                 | Бронза                                             |
| ------------ | -------------------------- | --------------------------------------- | -------------------------------------------------- |
| до 55 кг     | Хуан Трухильо · Колумбия   | Кристиан Тоала · Эквадор                | Сезар Рамос · Мексика                              |
| до 60 кг     | Фелипе Китадай · Бразилия  | Эрик Такабатаке · Бразилия              | Аарон Кунихиро · США Ленин Пресиадо · Эквадор      |
| до 66 кг     | Антуан Бушар · Канада      | Уандер Матео · Доминиканская Республика | Анхель Эрнандес · Мексика Карлос Тондике · Куба    |
| до 73 кг     | Алекс Помбо · Бразилия     | Магдиэль Эстрада · Куба                 | Николас Дельпополо · США Артур Маргелидон · Канада |
| до 81 кг     | Виктор Пеналбер · Бразилия | Эммануэль Люсенти · Аргентина           | Трэвис Стивенс · США Антуан Валуа-Фортье · Канада  |
| до 90 кг     | Тиагу Камилу · Бразилия    | Аслей Гонсалес · Куба                   | Рафаэль Ромо · Чили Кристиан Шмидт · Аргентина     |
| до 100 кг    | Хосе Арментерос · Куба     | Лучано Корреа · Бразилия                | Гектор Бермудес · Аргентина Кайл Рейес · Канада    |
| свыше 100 кг | Дэвид Моура · Бразилия     | Рафаэл Сильва · Бразилия                | Фредди Фигуэроа · Эквадор Алекс Мендоса · Куба     |

### Женщины
| Категория   | Золото                   | Серебро                  | Бронза                                                |
| ----------- | ------------------------ | ------------------------ | ----------------------------------------------------- |
| до 44 кг    | Ванеса Алеман · Куба     | Моника Хередиа · Эквадор | Эрин Баттс · США                                      |
| до 48 кг    | Сара Менезес · Бразилия  | Паула Парето · Аргентина | Диана Кобос · Эквадор Даярис Местре · Куба            |
| до 52 кг    | Эрика Миранда · Бразилия | Анджелика Дельгадо · США | Екатерина Гуица · Канада Гретель Ромеро · Куба        |
| до 57 кг    | Марти Мэллой · США       | Рафаэла Силва · Бразилия | Ядинис Амарис · Колумбия Катрин Бошмен-Пинар · Канада |
| до 63 кг    | Мэйлин дель Торо · Куба  | Мариана Силва · Бразилия | Лейлани Акияма · США Ольга Масферрер · Куба           |
| до 70 кг    | Келита Зупанчич · Канада | Юри Альвеар · Колумбия   | Оникс Алдама · Куба Мария Портела · Бразилия          |
| до 78 кг    | Майра Агиар · Бразилия   | Кайла Харрисон · США     | Калиема Антомарчи · Куба Яленнис Рамирес · Куба       |
| свыше 78 кг | Идалис Ортис · Куба      | Рошель Нуньес · Бразилия | Нина Кутра-Келли · США Ванесса Замботти · Мексика     |

## Медальный зачёт
*   Принимающая страна (Канада)
| Место           | Страна                   | Золото | Серебро | Бронза | Всего |
| --------------- | ------------------------ | ------ | ------- | ------ | ----- |
| 1               | Бразилия                 | 8      | 6       | 1      | 15    |
| 2               | Куба                     | 4      | 2       | 8      | 14    |
| 3               | Канада*                  | 2      | 0       | 5      | 7     |
| 4               | США                      | 1      | 2       | 5      | 8     |
| 5               | Колумбия                 | 1      | 1       | 1      | 3     |
| 6               | Эквадор                  | 0      | 2       | 3      | 5     |
| 7               | Аргентина                | 0      | 2       | 2      | 4     |
| 8               | Доминиканская Республика | 0      | 1       | 0      | 1     |
| 9               | Мексика                  | 0      | 0       | 3      | 3     |
| 10              | Чили                     | 0      | 0       | 1      | 1     |
| Всего стран: 10 | Всего стран: 10          | 16     | 16      | 29     | 61    |